# از دست دادن درک
از دست دادن کنترل (به انگلیسی: Losing Grip) چهارمین و آخرین تک‌آهنگ آوریل لوین از آلبوم رها کردن می‌باشد. این ترانه در تابستان ۲۰۰۳ بعد از موفقیت ترانه «با تو هستم» عرضه شد. ترانه توسط آوریل و کلیف مگنس نوشته و ضبط شده بود. این ترانه سبک پست-گرانج قوی‌تری نسبت به دیگر ترانه‌های آلبوم رها کردن دارد. لوین نیز اعلام کرده بود که این ترانه مورد علاقه او می‌باشد. او این ترانه را در مراسم جوایز جونو ۲۰۰۳ نیز اجرا کرده بود.
این ترانه توانست توسط از طرف انجمن صنعت ضبط موسیقی آمریکا گواهینامه طلا را در ۲۲ سپتامبر ۲۰۰۳ بگیرد.

## جوایز
این ترانه برای جایزه گرمی بهترین اجرای راک زن نامزد شده بود اما این جایزه را به ترانه «استیو مک‌کوین» اثر شریل کراو باخت.
| سال  | مراسم جایزه                | جایزه                  | نتیجه    |
| ---- | -------------------------- | ---------------------- | -------- |
| ۲۰۰۳ | جوایز موسیقی رادیوی کانادا | بهترین تک‌آهنگ جدید راک | برنده    |
| ۲۰۰۳ | جایزه گرمی                 | بهترین اجرای راک—زن    | نامزدشده |